# برج ساعت دیره

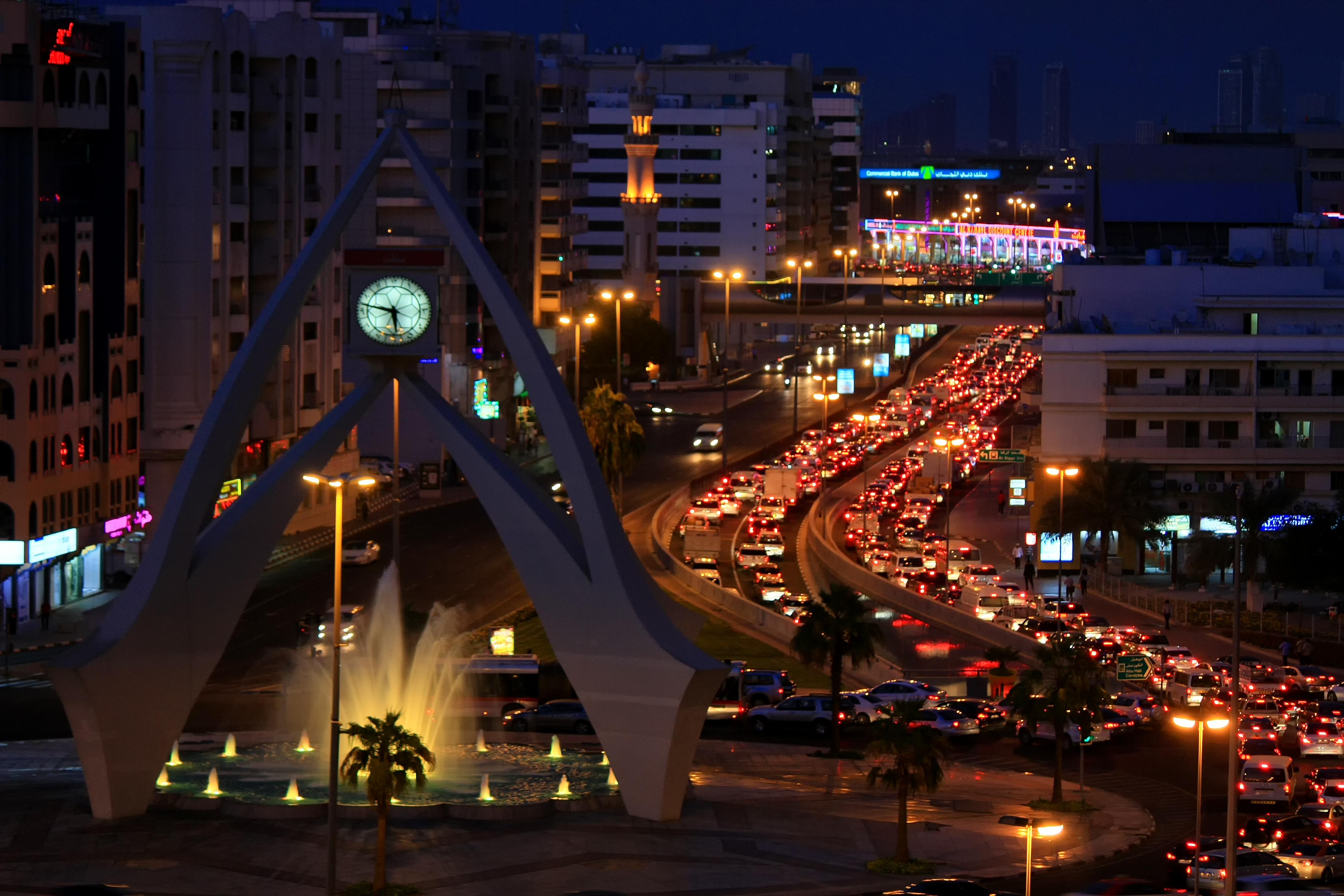
برج ساعت دیره در شب، ۲۰۱۵

برج ساعت دیره (به عربی: دوار الساعة ديرة) (به انگلیسی: Deira Clocktower) نام یک فلکه در دبی، امارات متحده عربی است. این فلکه در منطقهٔ شرقی دبی به نام دیره واقع شده‌است. این فلکه در سال ۱۹۶۴ تأسیس شد. هم‌اکنون منطقهٔ اطراف فلکهٔ برج ساعت از نظر تجاری دارای اهمیت قابل توجهی است. این فلکه، خیابان‌های ام‌هریر، المکتوم و ابوبکر صدیق را به هم متصل می‌کند. برج ساعت دیره در بین فارسی‌زبانان بیشتر با نام میدان ساعت شناخته شده‌است.
تاریخچه برج ساعت دیره به‌طور واضح و مشخص بیان نشده‌است و هیچ گونه مرجعی هم وجود ندارد. طراح آن مهندسی به نام ادگار بوبلیک بوده که در خارج از کشور آن را طراحی کرد و توسط یک سازنده محلی در سال ۱۹۶۴ ساخته شد. این برج در میان ۱۷ برج ساعت زیبای موجود در جهان قرار دارد که گردشگران دبی از آن دیدن می‌نمایند. این مهندس در شرکت Overseas AST فعالیت داشت و چندی نگذشت که سمت مدیر عاملی را از آن خود کرد. در سال ۱۹۷۲، این بنای تاریخی به دلیل اینکه از مواد نامرغوبی برای ساخت آن استفاده شده بود، دچار ترک خوردگی شد.

در ساخت این برج از شن ساحلی شسته نشده استفاده شده بود که در آن زمان بسیار رایج و معمول بود. شن ساحلی حاوی نمک است و باعث می‌شود آب به داخل بتون نفوذ کند که منجر به بازیافت بتن و باعث زنگ زدن فولاد تقویت کننده داخلی می‌شود. زمانی که مهندسین متوجه ترک خوردگی بر روی برج ساعت دیره Deira Clock Tower شدند، ساختار برج مجدداً مرمت شد و مواد جدید جایگزین مواد قبلی شد. گفته می‌شود کار مرمت برج ساعت دیره توسط کمپانی سیکو انجام گرفته‌است؛ اما پس از آن هم همچنان برج ساعت دارای مشکلات فراوانی بود و باید تعمیر می‌شد تا اینکه در سال ۱۹۸۲ مجدداً مرمت شد. ساعت اصلی نیز در آن زمان تعویض گشت